# Penola Strait
Penola Strait är ett sund i Antarktis. Den ligger i Västantarktis. Argentina, Chile och Storbritannien gör anspråk på området.